# Journal of Natural Products
 (octobre 2024).
Journal of Natural Products (abrégé en J. Nat. Prod.) est une revue scientifique à comité de lecture. Ce journal mensuel publie des articles de recherches originales dans le domaine de la biochimie et de la chimie des produits naturels.
D'après le Journal Citation Reports[réf. incomplète], le facteur d'impact de ce journal était de 3,798 en 2014. 
Le directeur de publication est A. Douglas Kinghorn (Université de l'Ohio, États-Unis).